# Cà phê chồn Đắk Lắk

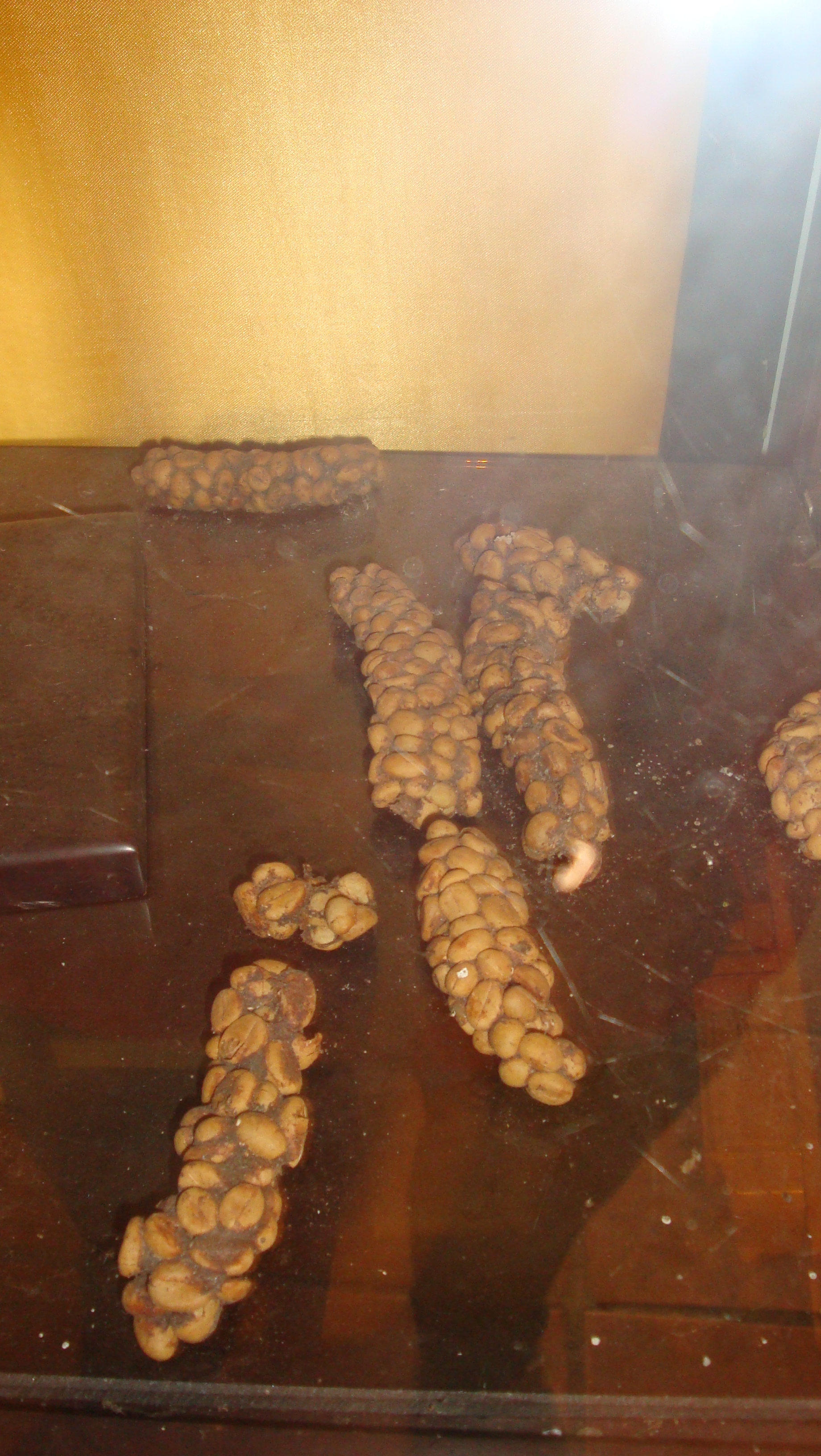
Sản phẩm cà phê chồn thô

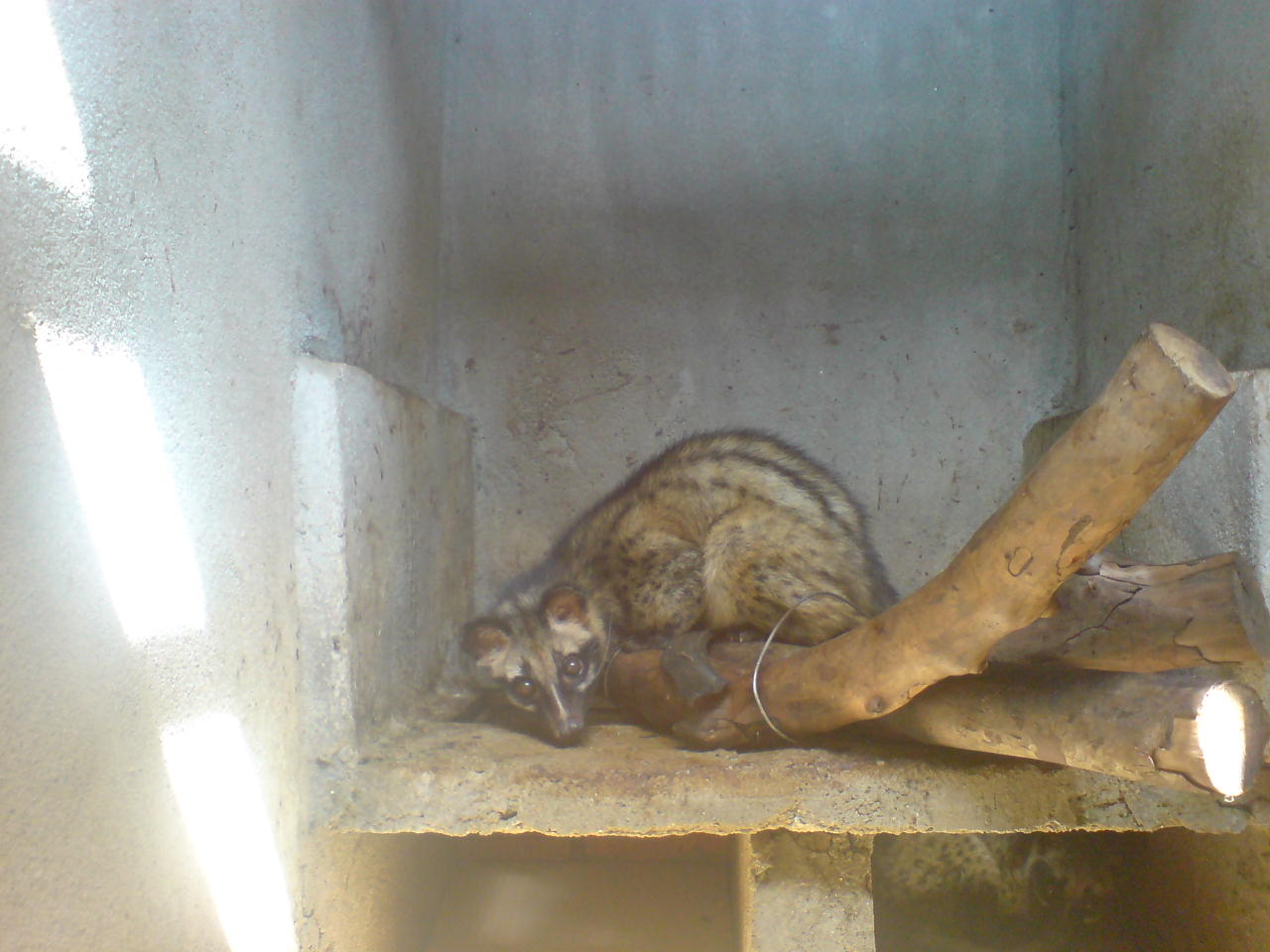
Chồn hương ở Việt Nam

Cà phê chồn Đắk Lắk là loại cà phê chồn đặc sản của Đắk Lắk, nó được coi là thứ đặc sản quý giá của vùng cao nguyên Đắk Lắk - vùng đất vốn nổi tiếng trong và ngoài nước về quy mô và năng suất cà phê. Cà phê được du nhập vào Việt Nam từ khá sớm (từ năm 1857) và được trồng ở một số tỉnh Đồng bằng duyên hải miền Trung nhưng đã từ lâu Đắk Lắk được biết đến là thánh địa cà phê thế giới. Trong những năm gần đây, ngành cà phê Đắk Lắk còn thu hút được sự chú ý của nhiều người bởi sự hồi sinh của huyền thoại cà phê chồn - thức uống được xếp vào loại hiếm và đắt nhất thế giới.

## Lịch sử cà phê chồn Tây Nguyên

### Truyền thuyết hình thành cà phê chồn
Cà phê chồn được nhắc đến như một truyền thuyết. Nó xuất hiện một cách tự nhiên vào nửa đầu thế kỉ 20 khi vùng Tây Nguyên còn thưa thớt dân cư và những đồn điền cà phê của người Pháp còn nằm sâu trong những cánh rừng đại ngàn. Những cánh rừng ở Tây Nguyên vốn là nơi trú ngụ của nhiều loại động vật hoang dã, trong đó có loài chồn và những trái cà phê đã trở thành một trong những loại thức ăn của chúng. Trong năm chỉ có một mùa cà phê duy nhất từ tháng 8 đến tháng 12. Trong khoảng thời gian này, người ta thường bắt gặp những con chồn rừng lẻn vào các đồn điền cà phê để thưởng thức những trái cà phê mà chúng lựa chọn rất kĩ bằng bản năng siêu phàm của mình.
Cũng trong đêm đó, những hạt cà phê đã bị tiêu hóa một phần được thải ra. Khi những người nông dân đi thu hái cà phê đã thấy những hạt cà phê kì lạ này, họ mang về phơi khô dưới ánh nắng mặt trời và chế biến chúng thành thức uống. Nhờ vậy, họ đã phát hiện ra một loại thức uống có hương vị ngon hơn hẳn cà phê thông thường. Từ đó, cứ đến mùa cà phê, người nông dân ngoài việc đi thu hái cà phê còn đi lượm những hạt cà phê chồn để tạo nên cà phê chồn thơm ngon hiếm có, loại cà phê mà những ai đã từng được thưởng thức thì sẽ không bao giờ quên. Truyền thuyết cà phê chồn đã ra đời như vậy.

### Truyền thuyết cà phê chồn biến mất
Tây Nguyên là một vùng đất màu mỡ nên thu hút được lượng lớn dân di cư về đây từ nửa sau thế kỷ 20 (tiêu biểu là Cuộc di cư Việt Nam, 1954). Sau ngày thống nhất đất nước, làn sóng dân di cư từ các tỉnh (chủ yếu là các tỉnh miền Bắc) ngày càng phát triển. Điều này làm cho dân cư vùng Tây Nguyên vốn thưa thớt dần trở nên đông đúc một cách nhanh chóng, kéo theo nhu cầu định cư, trồng trọt,... cũng tăng lên làm cho diện tích rừng ở đây ngày càng bị thu hẹp, đồng thời tình trạng săn bắt thú hoang cũng ngày càng lan rộng.
Dần dần, Tây Nguyên rộng lớn chỉ còn lại một vài cánh rừng nguyên sinh ở những nơi xa xôi hay trong khu bảo tồn thiên nhiên. Lúc này, những trang trại cà phê bao phủ lấy cả một vùng; các loài động vật hoang dã cũng ngày càng suy giảm, trong đó có loài chồn. Cứ thế, hình ảnh từng đàn chồn lẻn vào rẫy cà phê đã dần biến mất, cà phê chồn chỉ còn lại trong ký ức. Cuối cùng, câu chuyện cà phê chồn chỉ còn được truyền miệng và truyền thuyết cà phê chồn thực sự biến mất cho đến nay.

### Khôi phục truyền thuyết cà phê chồn
Trước năm 2000, khi được hỏi về cà phê chồn, nhiều người dân trong nước (kể cả những người dân Đắk Lắk) chỉ cho đó là truyền thuyết. Nhưng đến nay, Tây Nguyên đã có những trang trại cà phê chồn ở Đắk Lắk, Gia Lai, Kon Tum, Lâm Đồng. Những trang trại đi đầu trong việc khôi phục lại truyền thuyết này phải kể đến là Trại động vật hoang dã Kiên Cường và Trại chồn Quốc Khánh ở Đắk Lắk.

## Cà phê chồn Đắk Lắk

### Giá trị
Giá trị của cà phê chồn được tạo nên bởi ba yếu tố cơ bản là nét văn hóa của nơi sản xuất ra chúng; sự quý hiếm và quy trình chế biến. Cà phê chồn Đắk Lắk không những hội tụ đủ ba yếu tố trên mà mỗi yếu tố này khi gắn với địa danh Đắk Lắk còn đặc biệt hơn rất nhiều .

#### Văn hóa cà phê ở Đắk Lắk
Cà phê là một trong những nét văn hóa đặc trưng nhất của Đắk Lắk. Bởi vậy, nó đã trở thành thứ đặc sản quý giá của vùng đất này. Những li cà phê đen, đặc quánh, ấm nóng trong một không gian đậm chất núi rừng Tây Nguyên đã gắn liền với tâm tưởng của mỗi người khi nói đến Đắk Lắk. Vì thế mà cho đến nay, ở Đắk Lắk đã có hàng trăm quán cà phê lớn nhỏ mọc lên nhằm phục vụ nhu cầu thưởng thức cà phê cho tất cả mọi người. Nhiều vấn đề liên quan đến cà phê đã trở thành bản sắc văn hóa của nơi đây, đặc trưng nhất là văn hóa mời đi uống cà phê. Không những thế, cà phê chồn còn là một huyền thoại tạo nên một sức hấp dẫn kì lạ đối với người dân Tây Nguyên nói chung và người dân Đắk Lắk nói riêng.

#### Khan hiếm
Chồn hương là loài ăn tạp, thức ăn chủ yếu của chúng là các loài động vật nhỏ và trái cà phê chỉ là loại thức ăn bổ sung của chúng. Chồn thích ăn trái cà phê chè (Arabica) hơn trái cà phê vối (Robusta). Trong khi đó, Đắk Lắk chủ yếu sản xuất ra cà phê vối nên số lượng trái cà phê chồn ăn ở đây không nhiều. Không những thế, những trái cà phê mà chồn chọn ăn phải được chọn lựa rất kĩ lưỡng: chúng phải chín đỏ đều, không có vết rệp, không có vết xước có nhựa bám, không có mùi lạ.
Trong tất cả những trái cà phê được chọn lựa kĩ càng như trên, chồn chỉ ăn một lượng nhỏ nhất định. Những trái cà phê thừa không bao giờ được chúng đụng tới cho dù có đem trộn với mẻ trái mới. Thêm một điều nữa, cà phê chỉ có một mùa, người nông dân chỉ thu hoạch trong vài tuần nên tỷ lệ cà phê được chồn chọn ăn lại càng thấp. Đó là nguyên nhân số lượng cà phê chồn được sản xuất ra hàng năm ở Đắk Lắk chỉ khoảng trên dưới 1 tấn .

#### Quy trình chế biến
Ở Đắk Lắk khá kì công. Phân chồn có chứa hạt cà phê được thải ra thì trong vòng 24 giờ cần phải được rửa sạch, phơi sấy hạ độ ẩm để hạt bên trong không bị đen. Đặc biệt, nhiệt độ phơi sấy phải vừa đủ để không cắt ngắn quá trình lên men vẫn đang tiếp tục diễn ra bên trong vỏ thóc, tốt nhất nên phơi dưới ánh nắng mặt trời buổi sáng. Vì cà phê chồn thường không đồng nhất, các trang trại ở Đắk Lắk phải đánh mã số cho từng mẻ thu hoạch để rang riêng nhằm khắc phục nhược điểm của từng mẻ. Cà phê chồn được rang từ màu sáng đến đậm trung bình với một chế độ nhiệt đặc biệt (170 – 230 độ C trong thời gian 15 phút) để vừa không làm giảm vị ngọt vừa tạo nước cho cà phê và đảm bảo mọi vi sinh đều bị phân hủy nhiệt hoàn toàn. Ngoài ra, cà phê chồn còn được sản xuất theo phương pháp ủ men sinh học độc đáo để tạo hương vị cà phê thơm ngon, độc đáo, khác lạ so với các thương hiệu cà phê chồn khác.

### Các loại cà phê chồn
Có hai loại cà phê chồn là Robusta chồn và Arabica chồn. Ngoài các đặc tính vốn có của cà phê Robusta, Robusta chồn còn có thêm vị ngọt thanh công thêm vị chua trái cây và có mùi thơm hơn hẳn. Còn cà phê Arabica chồn lại có thêm độ êm mượt tinh khiết. Ở Đắk Lắk nói riêng và Việt Nam nói chung, phổ biến loại cà phê Robusta chồn. Nguyên nhân vì cà phê Robusta được trồng nhiều do có điều kiện tự nhiên phù hợp. Cà phê chồn ở Đắk Lắk còn đặc biệt có vị đắng dịu và nước đặc sánh rất phù hợp với sở thích của người Việt.

## Cơ sở sản xuất
Cà phê chồn có thể được tạo ra từ phân chồn nuôi và phân chồn tự nhiên. Tuy nhiên, phân chồn tự nhiên rất hiếm, loại đáp ứng đủ yêu cầu chất lượng lại càng hiếm nên hiện nay cà phê chồn được sản xuất ra chủ yếu là từ phân chồn nuôi. Thay vì nuôi nhốt thì các trang trại nuôi chồn thu cà phê chồn trên địa bàn tỉnh Đắk Lắk nuôi thả chồn trong khu đất đủ rộng có tường rào bao quanh, bên trong trồng nhiều cây cối để tạo môi trường giống trong tự nhiên nhằm đảm bảo sức khỏe cho chúng. Nhưng vào mùa cà phê, đàn chồn được nuôi nhốt và chủ yếu cho ăn cà phê tại trang trại vì bản tính hoang dã thích leo trèo của chúng có thể gây hư hại cho cây cà phê và gây khó khăn cho công tác giám sát.

## Thương hiệu cà phê chồn

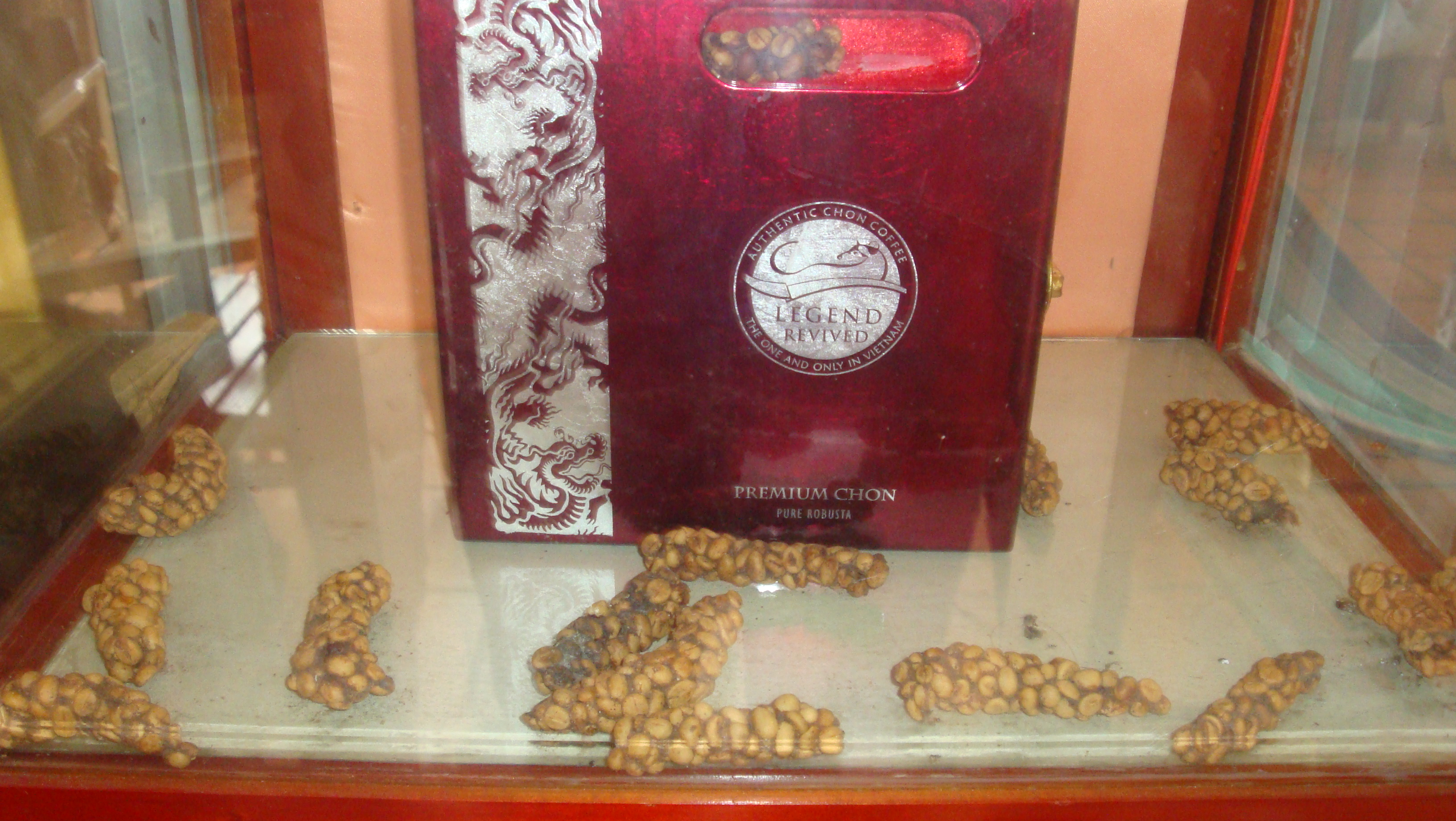
Sản phẩm cà phê chồn

Trên thế giới, cà phê chồn chỉ được sản xuất với số lượng hạn chế ở một số nước như Indonesia, Philippines, Ethiopia,Việt Nam…Trong đó, cà phê chồn của Indonesia đã nổi tiếng thế giới với thương hiệu Kopi Luwak từ lâu đời và giữ vị trí cao trên thị trường cà phê thế giới. Mỗi năm sản lượng cà phê chồn thứ thiệt trên thế giới chỉ vào khoảng 200 đến 300 kg.
Ở Việt Nam, tuy cà phê chồn là một lĩnh vực khá mới mẻ song hiện nay cũng đã có khá nhiều tên tuổi có tiếng trên thị trường cả trong và ngoài nước đầu tư và phát triển. Mỗi thương hiệu có những nét đặc trưng riêng từ nguyên liệu, quy trình sản xuất cho tới giá cả và mẫu mã sản phẩm nhưng đều đem đến cho khách hàng những sản phẩm cà phê chồn chính hiệu.

## Thưởng thức
Mỗi năm, cà phê chồn được sản xuất ra ở Đắk Lắk là không nhiều và giá cả của chúng cao hơn nhiều lần so với cà phê thường. Chính vì vậy, việc mua và thưởng thức được cà phê chồn là rất khó. Ngay tại Đắk Lắk cũng không có nhiều địa điểm bán cà phê chồn dạng bột. Tuy nhiên, số lượng được bán rất hạn chế và khách hàng cũng hiếm khi mua được. Vì đây là sản phẩm mới hơn nữa giá bán cao, chỉ khi có đơn đặt hàng, cà phê chồn mới được chế biến thành dạng bột. Giá một ly cà phê chồn ở Đắk Lắk vào khoảng trên 200.000 đồng và cũng chỉ có thể được thưởng thức ở một số địa điểm cụ thể.

## Lễ hội cà phê Buôn Ma Thuột
Tại Lễ hội cà phê Buôn Ma Thuột lần thứ II (12/2008), cà phê chồn đã lần đầu tiên được giới thiệu bởi các công ty và trang trại uy tính trong tỉnh. Đây cũng là lần đầu tiên người dân Đắk Lắk được thấy tận mắt thứ cà phê chồn chính hiệu. Tuy nhiên lần giới thiệu này không thực sự thành công. Lễ hội cà phê Buôn Ma Thuột lần thứ III (3/2011), cà phê chồn tiếp tục được giới thiệu, gây được ấn tượng với nhiều khách hàng. Từ đó đến nay, cà phê chồn Đắk Lắk đã mở rộng thị trường tiêu thụ ra các thành phố lớn trong nước và một số thị trường quốc tế.
Lễ hội Cà phê Buôn Ma Thuột lần thứ 8 năm 2023 : Mở rộng quy mô, chương trình đặc sắc
Theo Quyết định phê duyệt Đề án tổ chức Lễ hội Cà phê Buôn Ma Thuột lần thứ 8 năm 2023, Lễ hội có chủ đề “Đắk Lắk – Điểm đến của cà phê thế giới” sẽ được tổ chức tại thành phố Buôn Ma Thuột và một số địa phương trong tỉnh từ ngày 10/3 – 14/3/2023.
Tại Lễ hội sẽ có hoạt động triển lãm, hội thảo gồm: Hội chợ triển lãm chuyên ngành cà phê với chủ đề “Cà phê Buôn Ma Thuột-Vững bước hội nhập”; Hội thảo cà phê đặc sản; Hội nghị kết nối giao thương quốc tế; Triển lãm ảnh nghệ thuật chủ đề “Văn hóa cà phê Việt Nam và ; Ngày hội trình diễn cây Nêu và giao lưu văn hóa thể thao và du lịch các dân tộc Việt Nam lần thứ 2; Triển lãm trưng bày, Hội thi sinh vật cảnh Đắk Lắk;
Hoạt động quảng bá, tôn vinh gồm: Lễ hội đường phố; Hội thi Nhà nông đua tài; Cuộc thi Pha chế cà phê đặc sản; Lễ hội ánh sáng; Ngày hội cà phê miễn phí; Hội thi chế tác các sản phẩm mỹ nghệ từ cây cà phê; Cuộc thi video clip giới thiệu về cây cà phê Buôn Ma Thuột;
Bên cạnh đó, hành trình du lịch tại lễ hội sẽ có: Hội voi Buôn Đôn; Hội Đua thuyền độc mộc huyện Lắk; tuor du lịch trải nghiệm, khám phá các đặc sản phẩm du lịch mới; biểu diễn ca kịch “Khát vọng Dam Săn”; một số hoạt động văn hóa thể thao và du lịch do các địa phương đăng ký tham gia hưởng ứng lễ hội.